# Vikunja
Vikunjaen (Vicugna vicugna) er et dyr, som tilhører familien kameldyr og lever i Andesbjergene i Sydamerika.
Dyret når en mankehøjde mellem 75 og 85 centimeter og vejer mellem 35 og 65 kg. Vikunjaens pels er ret langhåret og er gulbrun på ryggen, mens den er hvid på strube og bryst. Hovedet er lidt kortere end hos dens slægtning guanakoen, mens ørerne er lidt længere. Den leverer en meget fin uld, som er meget dyr, idet vikunjaen kun kan klippes hvert tredje år og man skal indfange de vildtlevende dyr først.
På grund af den fine uld har dyret været efterstræbt i mange år og var ved at være truet, da det blev beskyttet gennem lovgivning i 1974, hvor bestanden blev anslået til at være omkring 6.000 dyr. Fredningen har hjulpet, idet der nu skønnes at være omkring 350.000 dyr.

## Eksterne links
- Wikimedia Commons har flere filer relateret til Vikunja